# Guillem de Boladeres i Romà
Guillem de Boladeres i Romà (Maldà, Urgell, 10 de maig de 1851 — Sitges, Garraf, 31 d'octubre de 1928) fou un polític català.

## Biografia
Fou membre fundador el 1891 de la Cambra Agrícola de Maldà, participà com a representant dels agricultors catalans juntament amb Josep Zulueta i Gomis en el míting del 9 de desembre de 1893 a Bilbao de la Liga Nacional de Productores on protestaren enèrgicament per la política comercial del govern de Práxedes Mateo Sagasta. També fou vocal de l'Institut Agrícola Català de Sant Isidre el 1903-1904 i membre de la secció agrícola de Foment del Treball Nacional.
Fou militant del Partit Liberal Conservador, amb el que fou alcalde de Barcelona de maig de 1903 a juliol de 1904 i de juliol de 1914 a juliol de 1915. Tot i la seva militància conservadora, va donar suport a iniciatives de la Lliga Regionalista com el missatge de Francesc Cambó al rei Alfons XIII durant la seva visita a l'ajuntament de Barcelona el 7 d'abril de 1904. També fou membre de l'Acadèmia de Ciències i Arts de Barcelona.
Es va casar amb Amàlia Ibern. Els seus fills van ser Guillem, Frederic, Josep, Pilar, Amàlia i Luz. Un d'ells, Guillem de Boladeres i Ibern (1882-1973), fou un advocat, escriptor i musicòleg, l'autor d'un llibre de records del seu professor de música, el compositor i pianista Enric Granados.